# Segerstad, Mörbylånga kommun
Segerstad är kyrkby i Segerstads socken i Mörbylånga kommun på södra Öland. 
I byn ligger Segerstads kyrka.